# Rafnia
Rafnia es un género de plantas con flores  perteneciente a la familia Fabaceae. Comprende 55 especies descritas y de estas, solo 26 aceptadas.

## Taxonomía
El género fue descrito por Carl Peter Thunberg y publicado en Nova Genera Plantarum 144. 1800.

## Especies seleccionadas
- Rafnia acuminata
- Rafnia affinis
- Rafnia alata
- Rafnia alpina
- Rafnia amplexicaulis
- Rafnia angulata